# مالنگ
مالنگ (اندونزیایی: Malang) شهری در استان جاوه شرقی کشور اندونزی است. جمعیت این شهر بر اساس سرشماری سال ۱۹۹۰ میلادی، ۶۴۹٫۷۶۶ نفر و بر اساس سرشماری سال ۲۰۰۰ میلادی، ۷۲۵٫۷۷۵ بوده که در سال ۲۰۰۷ میلادی به ۷۵۲٫۰۲۰ نفر افزایش یافته‌است.